# Прапор Зеле
Прапор Зеле представляє бельгійський муніципалітет Зеле у провінції Східна Фландрія. Прапор міста складається з трьох вертикальних смуг. Використовувалися кольори зелений, жовтий і червоний. Прапор був офіційно затверджений муніципальною радою 20 грудня 1984 року. 3 червня 1985 року він був підтверджений урядом Фландрії та остаточно опублікований 8 липня 1986 року в офіційному бельгійському державному віснику.

## Дизайн
Офіційно прапор описується так:
Три однакові довгі смуги зеленого, жовтого і червоного кольорів
Кольори прапора засновані на гербі Зеле. Він має золотисто-жовте тло з двома схрещеними молотками червоного кольору на передньому плані, розміщеними на зеленій землі, які представляють льон. Цей герб представляє те, що раніше було гордістю Зеле: льон і його обробку. 24 листопада 1837 року міська рада подала прохання про офіційне введення герба. Зрештою, 28 жовтня 1840 р. Вища рада дворянства дала дозвіл Зеле на введення герба. Цей муніципальний прапор ідентичний прапору Малі.

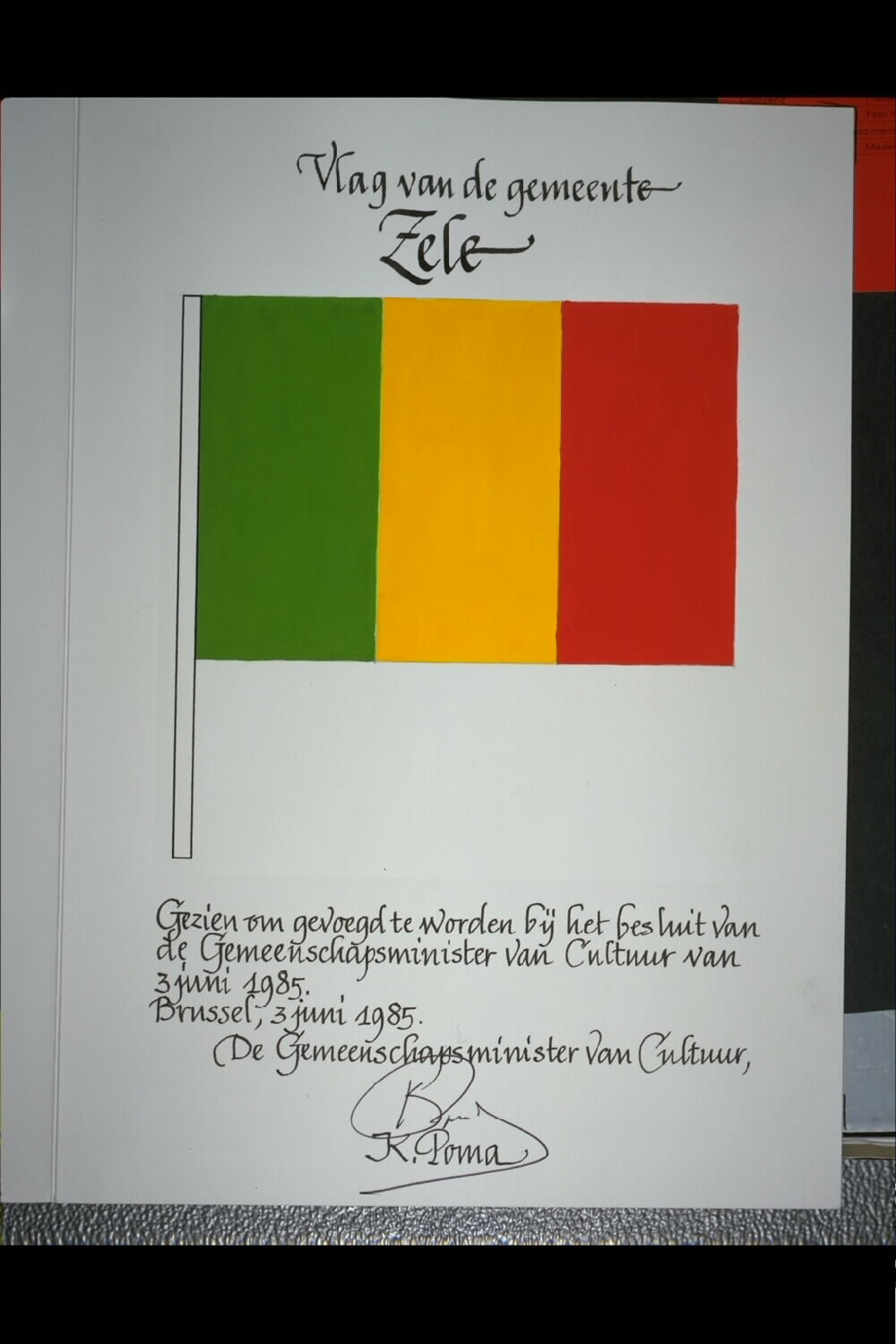
Дизайн прапора, намальований Карелом Помою
Прапор Мали